# Jessie Godderz
Jessie Godderz (Rudd, 23 de abril de 1986), também conhecido como Mr. Pec-Tacular, é um modelo, fisiculturista e lutador americano de wrestling profissional, que atualmente trabalha para a Total Nonstop Action Wrestling (TNA), onde é campão mundial de duplas da TNA juntamente com Robbie E. Além disso, ele é uma personalidade televisiva mais conhecido por suas aparições nas temporadas dez e onze do Big Brother.

## Início da vida
Jessie Godderz nasceu em Rudd, Iowa. Quando ele tinha 19 anos, trabalhou como um condutor para a Union Pacific Railroad. Ele eventualmente tornou-se num fisiculturista na World Natural Body Building Federation e atualmente reside em Huntington Beach, Califórnia.

## Aparições no Big Brother
No ano de 2008, Godderz fez sua primeira aparição no Big Brother Estados Unidos, sendo eliminado na quarta semana ficando em decimo lugar. No ano seguinte, fez sua segunda participação, desta vez sendo eliminado na semana 6 do programa, ficando com a nona posição. A partir de 2010, Godderz fez aparições especiais na parte da Caixa de Pandora. Suas aparições especiais fizeram dele o único convidado a aparecer cinco anos seguidos no Big Brother.

## Carreira no wrestling profissional

### Total Nonstop Action Wrestling (2011-presente)

#### Ohio Valley Wrestling (2011-2013)
Em 2011, Godderz assinou um contrato com a promoção de wrestling profissional Total Nonstop Action Wrestling (TNA) e foi enviado para o seu território de desenvolvimento, a Ohio Valley Wrestling para formação complementar.
Em 11 de janeiro de 2012, Godderz e Marcus Anthony derrotaram Johnny Spade e Shiloh Jonze para ganhar o OVW Southern Tag Team Championship, que perderam 7 dias depois em uma revanche contra Spade e Jonze. Em 22 de fevereiro de 2012, Godderz, Rob Terry e Rudy Switchblade derrotaram Jason Wayne e Shiloh Jonze em uma luta dois-contra-um para ganhar o OVW Southern Tag Team Championship pela segunda vez. O reinado da equipe terminou em 7 de abril, quando Godderz e Rudy Switchblade, que era também reconhecido como parte da "The Family Rule", foram derrotados por Anarquia e Raul LaMotta. Em 11 de abril de 2012, Godderz e Switchblade derrotaram Anarquia e Raul LaMotta em uma revanche pelo OVW Southern Tag Team Championship. Em 20 de junho de 2012, o membro do Conselho de Administração da OVW Ken Wayne despojou os títulos de Godderz e Switchblade, depois do árbitro Chris Sharpe lhes permitir fazer trapaças para ganhar os títulos. Em 7 de julho de 2012 Godderz e Rudy Switchblade derrotaram Paredyse e Brandon Espinosa em uma luta de escadas para ganhar o vago OVW Southern Tag Team Championship pela quarta vez. Em 1º de dezembro de 2012, Godderz e Switchblade foram derrotados por Alex Silva e Sam Shaw e perderam o OVW Southern Tag Team Championship. Rudy e Jessie passaram a ter uma rivalidade sobre quem era o melhor membro da melhor equipe de sempre, e em 6 de abril de 2013, no evento Saturday Night Special, Switchblade derrotou Jessie em uma luta lumberjack.

#### Relacionamento com Tara (2012-2013)
Em 14 de outubro de 2012, no Bound for Glory , Godderz fez sua estréia TNA no plantel principal como o "namorado de Hollywood" de Tara. Godderz, anunciado simplesmente como "Jesse", fez sua estréia no ringue em 1º de novembro em um episódio do Impact Wrestling, derrotando ODB em uma luta intergender, após interferência de Tara.
No pay-per-view Turning Point, Godderz e Tara perderam uma Luta de duplas mistas contra ODB e Eric Young. No episódio seguinte do Impact Wrestling, Jesse foi derrotado novamente em uma luta individual. Na semana seguinte, Jesse sofreu pinfall de Young em uma Luta 3-Way, que também incluía Robbie E e forçou Jesse a usar um terno de peru como parte do tema de Ação de Graças. Jesse lutou pela primeira vez em um evento principal do Impact Wrestling em 13 de dezembro, perdendo para Bully Ray apesar de interferência externa de Tara. Durante os próximos dois meses, Jesse iria interferir em lutas de Tara, especialmente aquelas relacionados ao seu título. Depois de interferir na disputa do título de Tara com Velvet Sky, Sky conseguira vingança contra o casal com uma parceria com James Storm em 31 de janeiro de 2013, no episódio do Impact Wrestling, e os derrotaria em uma luta de duplas mistas. Na semana seguinte, Jesse foi derrotado por Storm em um combate individual.

#### The BroMans (2013-presente)
Jessie começou a se aliar com Robbie E no episódio de 2 de maio do Impact Wrestling, onde se uniu com Joey Ryan em uma lutra três-contra-um contra Rob Terry, que a equipe dele perdeu depois que ele e Robbie abandonaram Ryan. Em 27 de junho, no episódio do Impact Wrestling, Robbie e Jessie, acompanhado por Tara, confrontaram os campeões mundiais de duplas Gunner e James Storm e apresentou-se como os The BroMans. Na semana seguinte, os The BroMans foram derrotados por Gunner e Storm em uma luta sem o título em jogo. A relação de Jessie com Tara terminou em 16 de julho, quando Tara foi liberado de seu contrato com a TNA. No Bound for Glory, acompanhados pelo "Mr. Olympia" Phil Heath, os BroMans ganharam uma luta gauntlet para se tornarem nos desafiantes ao World Tag Team Championship mais tarde naquela noite, onde derrotaram James Storm e Gunner para conquistarem os títulos. Os Bromans fizeram sua primeira defesa do título em 31 de outubro no episódio do Impact Wrestling, derrotando Gunner e Storm em uma revanche. Em 22 de novembro de 2013, na edição de Ação de Graças do Impact Wrestling, os The Bromans venceram uma luta de duplas contra Dewey Barnes e Norv Fernum, que no processo foram forçados a usar os trajes peru anuais.

## Filmografia
Antes do Big Brother, Godderz apareceu em diversos programas de namoro, incluindo MTV's Next e Exposed.
| Ano  | Título         | Papel     | Nota               | Prêmios |
| ---- | -------------- | --------- | ------------------ | ------- |
| 2005 | Next           | Ele mesmo | Programa de namoro |         |
| 2007 | Exposed        | Ele mesmo | Programa de namoro |         |
| 2008 | Big Brother 10 | Ele mesmo | Reality show       |         |
| 2009 | Big Brother 11 | Ele mesmo | Reality show       |         |
| 2009 | The Early Show | Ele mesmo | Reality show       |         |
| 2010 | Big Brother 12 | Ele mesmo | Reality show       |         |
| 2011 | Big Brother 13 | Ele mesmo | Reality show       |         |
| 2012 | Big Brother 14 | Ele mesmo | Reality show       |         |

## No wrestling
- Movimentos de finalização
  - Stunner, com teatralidade[28]
- Movimentos secundários
  - Dropkick[29]
  - Roll-up[30]
  - Scoop slam[30]
- Gerentes
  - Tara
  - Phil Heath
- Lutadoras que gerenciou
  - Tara
- Alcunhas
  - "Young Gunz"[1]
  - Mr. Pec-Tacular
  - Tara's Hollywood Boyfriend
- Temas de entrada
  - "No More Tears" por Ozzy Osbourne (Circuito Independente)
  - "Mr. Pectacular" por Dale Oliver (TNA; 2013)
  - "Bro" por Dale Oliver (TNA; 2013; sando enquanto parte dos BroMans)

## Campeonatos e prêmios
- Ohio Valley Wrestling
  - OVW Southern Tag Team Championship (5 vezes)1 - com Rudy Switchblade (4), Rob Terry (1) e Marcus Anthony (1)[31]
- Pro Wrestling Illustrated
  - O PWI classificou-o como em #228 dos 500 melhores lutadores do ano em 2013.[32]
- Total Nonstop Action Wrestling
  - TNA World Tag Team Championship (2 vezes; atual) - com Robbie E[33]
  - Turkey Bowl (2013) - com Robbie E

1Durante um reinado como campeão, Godderz defendeu o título com Terry ou Switchblade sob a "The Family Rule".